# Puente de Uzunköprü
El puente de Uzunköprü (en turco: Uzun köprü que significa 'puente largo') es un puente del siglo XV de Turquía de origen otomano, que dio su nombre a la ciudad de Uzunköprü.

## Historia

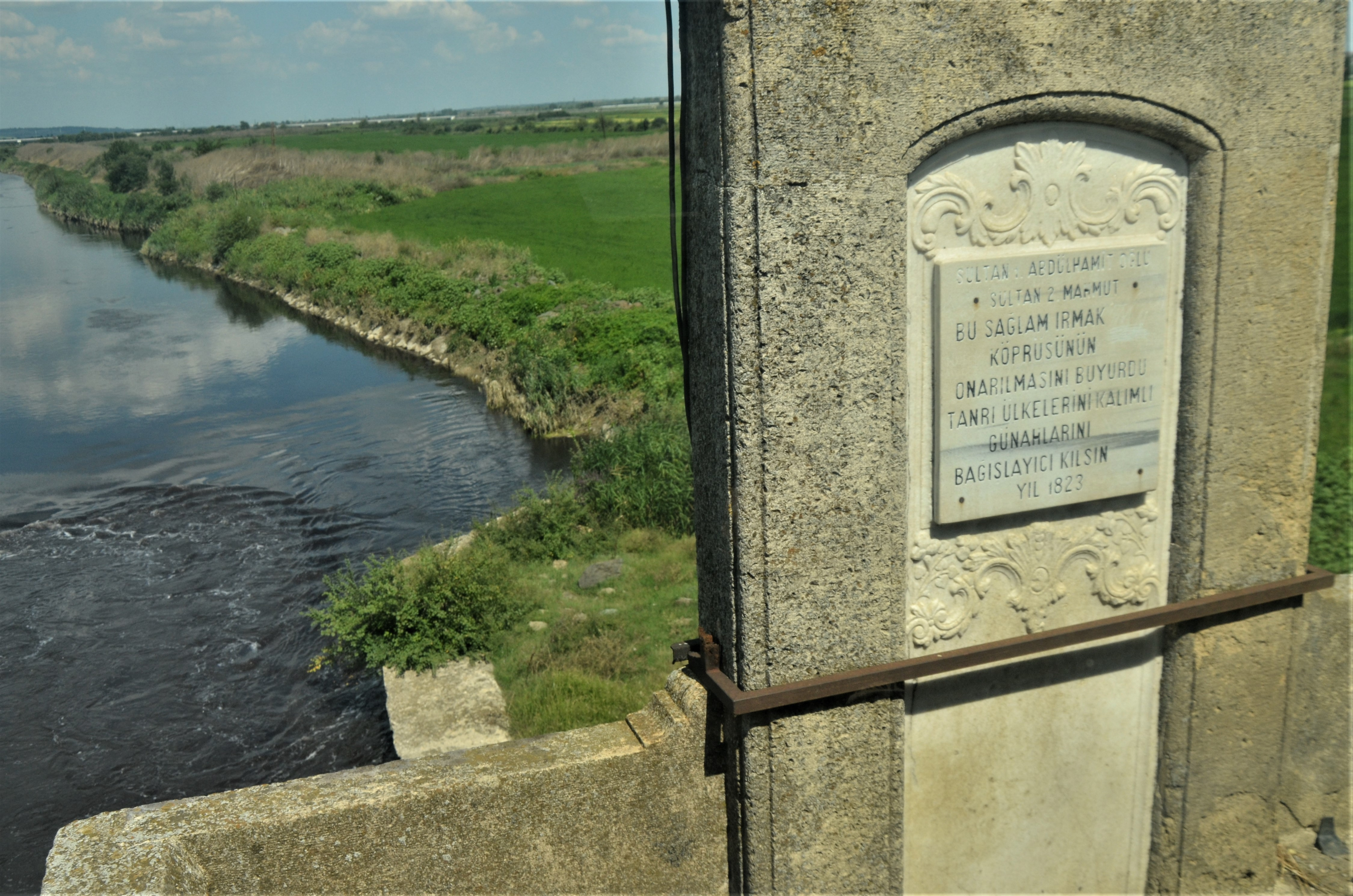
Inscripción en el puente sobre su restauración en 1823.

El puente fue construido entre 1426 y 1443 por el arquitecto principal Muslihiddin por orden del sultán otomano Murad II. El antiguo puente de piedra cuenta con 174 arcos y tiene 1392 m de largo y hasta 6,80 m e ancho. Algunos de los arcos son apuntados y otros son de medio punto. Cuando se completó por primera vez, la estructura era el puente más largo del Imperio otomano y más tarde de Turquía, un título que mantuvo durante 530 años hasta 1973, cuando fue superado por el puente del Bósforo en Estambul. Sin embargo, Uzunköprü sigue siendo el puente de piedra más largo de Turquía.
El puente se hizo para cruzar el río Ergene, que era una barrera natural para los avances en los Balcanes para el Imperio otomano; su antiguo nombre era puente del Ergene (en turco otomano: Cisr-i Ergene‎). Es tan largo para cruzar un área pantanosa baja. El puente fue restaurado en 1963.
La autopista Edirne–Izmir, parte de la Ruta europea E87, todavía pasa sobre el puente de Uzunköprü.

## Estatus como sitio del Patrimonio Mundial

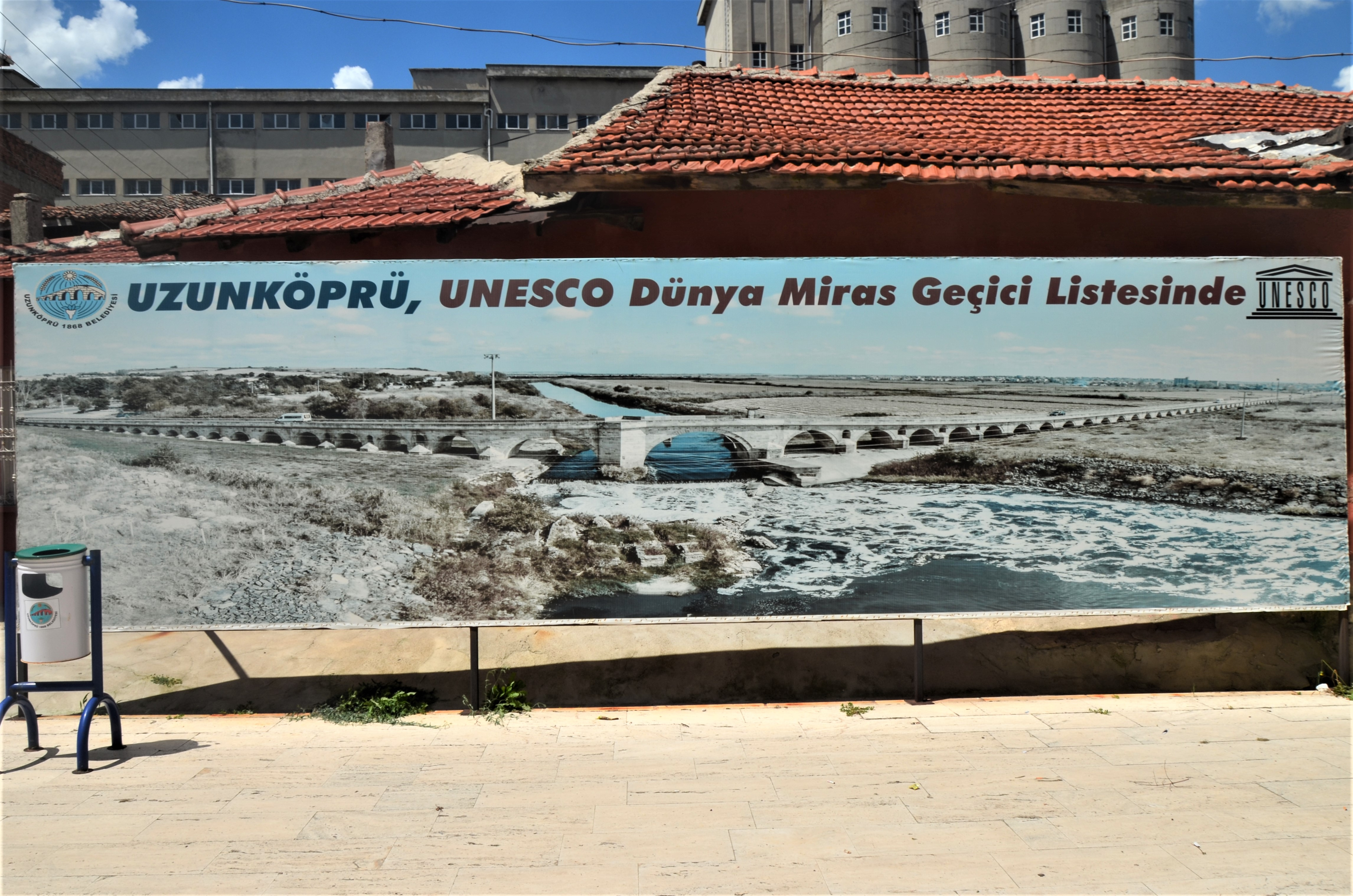
El puente es parte de la lista Indicativa de Turquía para ser considerado como Patrimonio de la Humanidad.

El puente fue añadido en 2015 a la Lista Indicativa de Turquía enviada a la UNESCO para ser considerado como Patrimonio de la Humanidad en la categoría cultural.